# Benjamin Giraud
Benjamin Giraud (* 23. Januar 1986 in Marseille) ist ein ehemaliger französischer Radrennfahrer.

## Karriere
Giraud fuhr von 2007 bis 2010 für die französische Vereinsmannschaft AVC Aix-en-Provence. In der Saison 2009 gewann er den Prix Mathias Piston und den Prix de la Ville de Saint-Maximin. Ende des Jahres fuhr er als Stagiare bei dem französischen UCI ProTeam Cofidis, le Crédit en Ligne, bekam jedoch anschließend keinen Profivertrag dort. 2010 gewann Giraud eine Etappe bei der Tour de Franche Comté Cycliste. Ab der Saison 2011 fuhr er beim UCI Continental Team Vélo-Club La Pomme Marseille, welches in der mehrfach den Namen wechselte. In seinem ersten Jahr dort war er bei einem Teilstück des Circuit des Ardennes erfolgreich. In den folgenden Jahren gelangen ihm mehrere Etappensiege bei Rundfahrten in Asien, wie etwa bei der Tour de Taiwan und der Tour of Hainan. 2017 beendete er seine Radsportlaufbahn.

## Erfolge
2011
- eine Etappe Circuit des Ardennes

2013
- eine Etappe Tour de Taiwan
- eine Etappe Tour of Qinghai Lake
- zwei Etappen Tour of China I

2014
- eine Etappe Tour de Taiwan

2015
- eine Etappe Tour of Hainan

## Teams
- 2009 Cofidis, le Crédit en Ligne (Stagiaire)
- 2011 Vélo-Club La Pomme Marseille
- 2012 La Pomme Marseille
- 2013 La Pomme Marseille
- 2014 La Pomme Marseille 13
- 2015 Marseille 13 KTM
- 2016 Delko Marseille Provence KTM
- 2017 Delko Marseille Provence KTM